# Piragüisme als Jocs Olímpics d'estiu de 1964
Als Jocs Olímpics d'Estiu de 1964 celebrats a la ciutat de Tòquio (Japó) es disputaren set proves de piragüisme, 5 en categoria masculina i 2 en categoria femenina. La competició se celebrà entre els dies 21 i 23 d'octubre de 1964 al Llac Sagami.
Les dues proves disputades en categoria femenina es realitzaren a bord de caiac, mentre que en categoria masculina dues foren en canoa i tres en caiac. En aquesta edició s'eliminà la prova de K-1 4x500 i s'introduí la prova de k-4.
Hi participaren un total de 145 piragüistes de 22 comitès nacionals diferents.

## Resum de medalles

### Categoria masculina
| Prova                   | Or                                                                                    | Argent                                                                           | Bronze                                                                  |
| C-1 1000 metres Detalls | Jürgen Eschert                                                                        | Andrei Igorov                                                                    | Ievgueni Peniàiev                                                       |
| C-2 1000 metres Detalls | Unió SovièticaAndrí Khímitx · Stepan Osxépkov                                         | FrançaJean Boudehen · Michel Chapuis                                             | DinamarcaPeer Nielsen · John Sörensen                                   |
| K-1 1000 metres Detalls | Rolf Peterson                                                                         | Mihály Hesz                                                                      | Aurel Vernescu                                                          |
| K-2 1000 metres Detalls | SuèciaSven-Olov Sjödelius · Gunnar Utterberg                                          | Països BaixosAntonius Geurts · Paulus Hoekstra                                   | AlemanyaHeinz Büker · Holger Zander                                     |
| K-4 1000 metres Detalls | Unió SovièticaNikolai Txújikov · Anatoli Grixin · Viatxeslav Iónov · Vladímir Morózov | AlemanyaGünther Perleberg · Bernhard Schulze · Friedhelm Wentzke · Holger Zander | RomaniaSimion Cuciuc · Atanase Sciotnic · Mihai Turcas · Aurel Vernescu |

### Categoria femenina
| Prova                  | Or                                            | Argent                                       | Bronze                               |
| K-1 500 metres Detalls | Liudmila Khvedossiuk                          | Hilde Lauer                                  | Marcia Jones                         |
| K-2 500 metres Detalls | AlemanyaRoswitha Esser · Annemarie Zimmermann | Estats UnitsFrancine Fox · Glorianne Perrier | RomaniaHilde Lauer · Cornelia Sideri |

## Medaller
| Posició | País           | Or | Argent | Bronze | Total |
| 1       | Unió Soviètica | 3  | 0      | 1      | 4     |
| 2       | Alemanya       | 2  | 1      | 1      | 4     |
| 3       | Suècia         | 2  | 0      | 0      | 2     |
| 4       | Romania        | 0  | 2      | 3      | 5     |
| 5       | Estats Units   | 0  | 1      | 1      | 2     |
| 6       | França         | 0  | 1      | 0      | 1     |
| 6       | Hongria        | 0  | 1      | 0      | 1     |
| 6       | Països Baixos  | 0  | 1      | 0      | 1     |
| 9       | Dinamarca      | 0  | 0      | 1      | 1     |